# Carl-Axel Moberg
Carl-Axel Axelsson Moberg, född 21 februari 1915 i Lund, död 3 april 1987 i Göteborg, var en svensk professor i arkeologi, författare och chef för Göteborgs arkeologiska museum.

## Biografi
Moberg växte upp och studerade vid Lunds universitet, där hans far, Axel Moberg, var professor i orientaliska språk. Han utbildade sig till arkeolog i Lund. 
Under andra världskriget blev Moberg inkallad och tjänstgjorde vid Försvarsstabens Kryptoavdelning, som 1942 ombildades till FRA, och blev fast anställd där 1940. Han arbetade med radiotekniska och administrativa frågor, och kom att bli ledande inom utvecklingen av teknisk signalspaning. Han slutade sin anställning vid FRA 1947 för att helt ägna sig åt arkeologin, men fortsatte att arbeta med en del uppdrag åt FRA under första halvan av 1950-talet.
Moberg kom senare till Göteborg och blev chef för det arkeologiska museet i staden 1957–1968, vid sidan av att han sakta byggde upp Institutionen för arkeologi vid Göteborgs universitet. Vid sin död var Moberg en av Sveriges mest kända arkeologer, nationellt som internationellt. Den inhemska publiken vann han genom att flitigt medverka i radio och tidningar, den utländska genom vänskapsband med internationella storheter som Lewis Binford och David Leonard Clarke, vars teorier han också förespråkade. I sin undervisning framhöll Moberg att de artefakter som forntidens människor har efterlämnat åt oss inte alltid är representativa, då det mesta har försvunnit, samtidigt som han även konstaterade att vi bara ser det vi förväntar oss att se, genom devisen "man kan inte uppfatta världen annat än genom det filter, som åstadkoms av oss själva och vår omgivning". Karakteristiskt för hans perspektiv är några avslutande meningar i ett bidrag till Göteborgs historia.
| ”                    | Göteborg växer snabbt i dessa år. Följden blir arkeologiska fältarbeten i en omfattning utan motstycke tidigare här. Strävan är att foga in dessa i ett forskningsprogram, där det inte egentligen gäller att undersöka hundratalen gravar etc. och tjogtalen boplatser styckevis, utan snarare rör sig om sammanhängande utredning av en regions komplicerade när av fontidsspår. Forntidsgåtorna kring Göteborg är i dag ingalunda en problemsamling som då och då plockas fram till beskådande. De är mål för systematisk anfall. | „ |
| – Moberg 1967, s. 37 | |   |

Stora delar av Mobergs arkiv är ännu inte tillgängliga för forskning. Mobergs grav återfinns i Västra kyrkogården i Göteborg. En skulptur utförd av Britt-Marie Jern återfinns inne på gården till Göteborgs Stadsmuseum på Norra Hamngatan. Den avtäcktes den 17 maj 1990.
Carl-Axel Moberg gifte sig i april 1939 med Elisabet Moberg (1909-1980).